# کولدواتر (میشیگان)
کولدواتر، میشیگان (به انگلیسی: Coldwater, Michigan) یک شهر در ایالات متحده آمریکا با جمعیت ۱۰٬۹۴۵ نفر است که در میشیگان واقع شده‌است.

## موقعیت جغرافیایی
موقعیت جغرافیایی شهرها و مناطق اطراف به شرح زیر است: